# Kalná Roztoka
Kalná Roztoka (em húngaro: Kálnarosztoka) é um município da Eslováquia, situado no distrito de Snina, na região de Prešov. Tem 22,79 km² de área e sua população em 2018 foi estimada em 543 habitantes.

## Demografia
| Ano:        | 1994 | 2004    | 2014   | 2024    |
| ----------- | ---- | ------- | ------ | ------- |
| Broj ljudi: | 694  | 604     | 570    | 510     |
| Razlika:    |      | -12,96% | -5,62% | -10,52% |

| Ano:               | 2023 | 2024   |
| ------------------ | ---- | ------ |
| Número de pessoas: | 516  | 510    |
| Diferença:         |      | -1,16% |